# Graptemys pseudogeographica
La falsa testuggine geografica (Graptemys pseudogeographica (Gray, 1831)) è una testuggine della famiglia degli emididi endemica degli Stati Uniti d'America.

## Tassonomia
Sono riconosciute due sottospecie:
- G. pseudogeographica pseudogeographica (Gray, 1831) – testuggine geografica del Missouri.
- G. pseudogeographica kohni (Baur, 1890) – testuggine geografica del Mississippi.

Nelle zone dove gli areali si sovrappongono, sono assai frequenti i casi di ibridazione intraspecifica tra le due sottospecie e spesso è difficile, se non impossibile, distinguere con sicurezza gli esemplari.
Il nome specifico pseudogeographica, dal Greco antico ψευδο‑ (pseydo‑, «falso»), fa riferimento all'ingannevole somiglianza con la testuggine geografica (Graptemys geographica).
Il nome della sottospecie kohni è un omaggio al naturalista amatoriale Joseph Gustave Kohn (1837-1906) di New Orleans, Louisiana, che fornì a Georg Baur il tipo nomenclaturale.

## Descrizione
Il carapace è di colore marrone-olivastro e presenta una carenatura seghettata sulla linea dorsale, particolarmente accentuata negli esemplari più giovani.
Il colore del piastrone varia dal color crema al giallo pallido e presenta dei motivi concentrici attorno alle suture degli scuti, che tendono a sbiadire negli esemplari adulti.
Il colore della pelle va dal grigio-bruno al nerastro con delle striature gialle o bianche.
Il dimorfismo sessuale è fortemente accentuato: i maschi presentano una coda spessa e particolarmente lunga, con l'apertura della cloaca posta verso l'estremità, raggiungono i 10–14 cm (circa la metà rispetto alle femmine) e, solitamente, presentano un cranio più snello.

Le femmine hanno una coda di dimensioni ridotte, con la cloaca più vicina alla base e raggiungono dimensioni notevolmente maggiori dei maschi (fino a 28 cm).

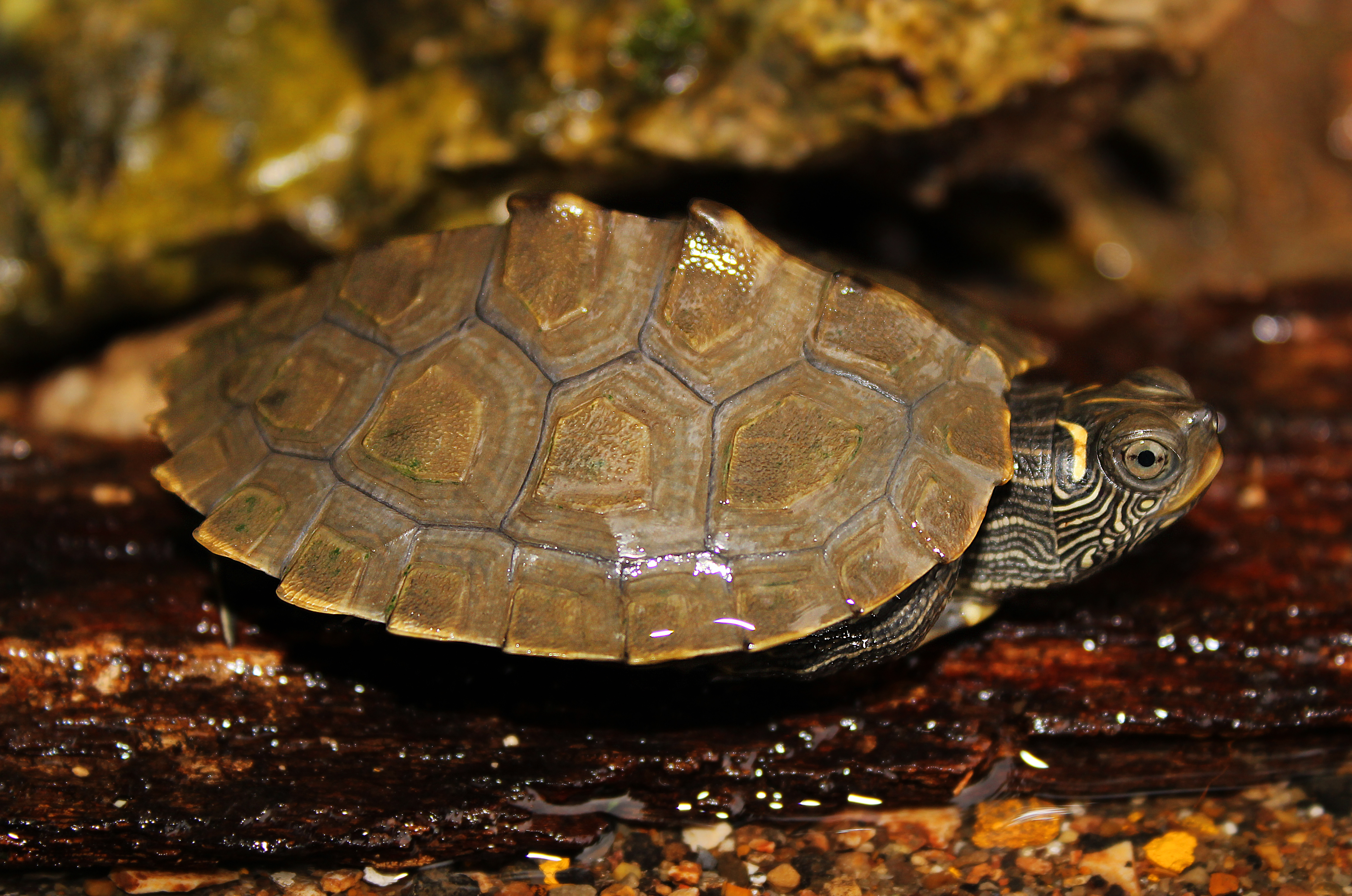
Giovane esemplare di Graptemys pseudogeographica pseudogeographica. Si osservi la caratteristica macchia postorbitale a forma di uncino.

### Graptemys pseudogeographica pseudogeographica
La testuggine geografica del Missouri presenta una caratteristica macchia postorbitale sottile e a forma di uncino, con un lato che forma una sorta di sopracciglio e punta verso i lati della testa, e l'altro lato che corre lungo il collo.

Ha anche una macchiolina suboculare e una mandibolare dello stesso colore.
L'iride può essere di colore marrone o verde, con due piccoli puntini neri ai lati della pupilla.

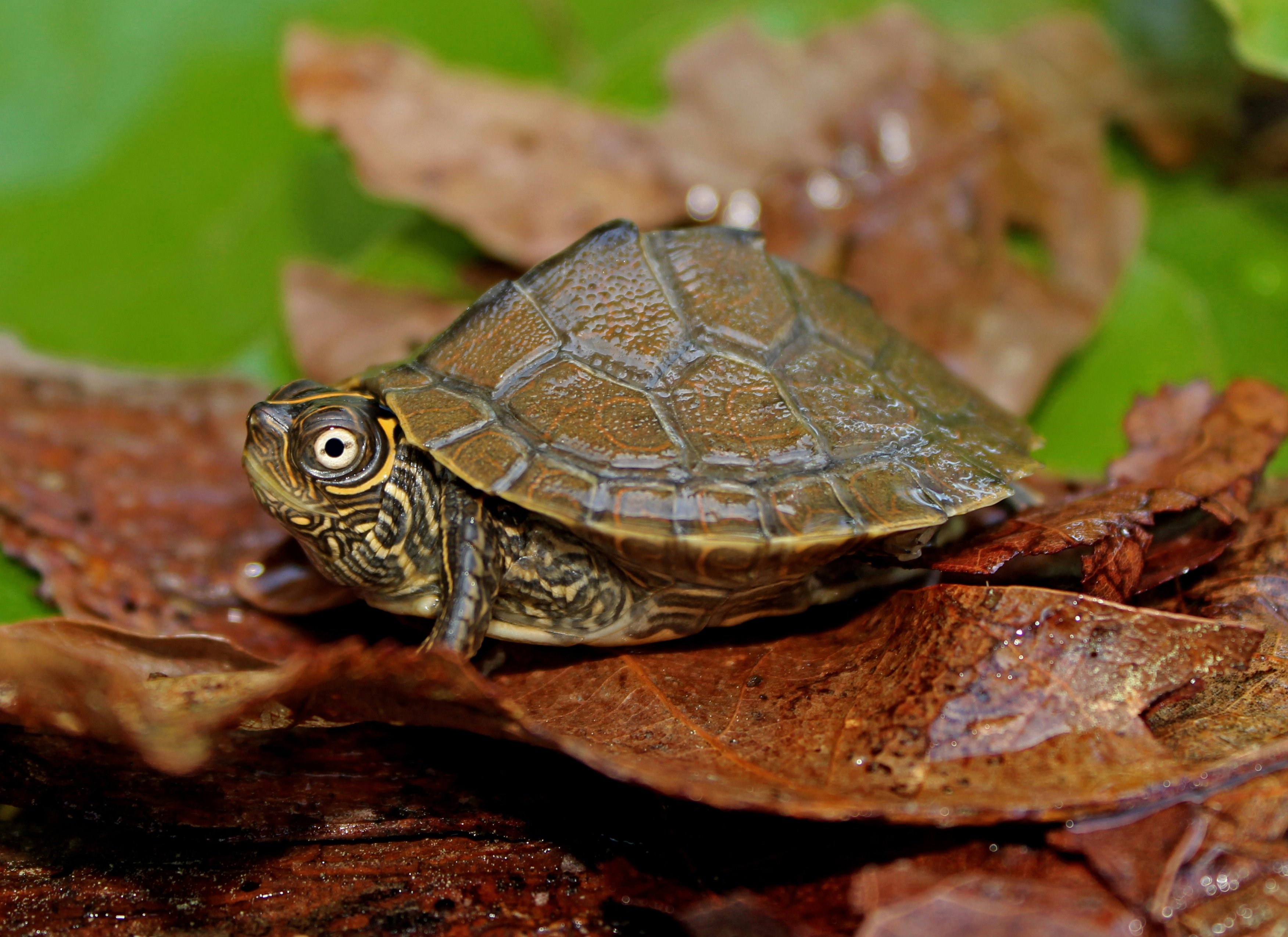
Giovane esemplare di Graptemys pseudogeographica kohni. Si noti come la macchia postorbitale e quella suboculare siano unite ad abbracciare il profilo dell'occhio.

### Graptemys pseudogeographica kohni
Nella testuggine geografica del Mississippi, il "sopracciglio" della macchia postorbitale si prolunga, abbracciando il profilo dell'occhio fino a unirsi con la macchiolina suboculare.

Anche questa sottospecie presenta una macchiolina mandibolare dello stesso colore.
L'iride di questa sottospecie è tipicamente più chiara, di colore giallo pallido o bianco. Inoltre, la testuggine geografica del Mississippi non presenta i due puntini neri ai lati pupilla, tipici della G. p. pseudogeographica.

## Distribuzione e habitat
La falsa testuggine geografica vive nei bacini idrografici dei fiumi Missouri e Mississippi. La si trova in Illinois, in Missouri, nell'Indiana meridionale, nel Kansas orientale e nel Kentucky occidentale.
La sottospecie nominale G. p. pseudogeographica è presente lungo tutto il corso del fiume Missouri a sud della città di Bismarck, ma la si incontra anche nell'alto corso del fiume Mississippi. È l'unica sottospecie diffusa in Wisconsin, Minnesota, Dakota del Nord e Dakota del Sud, Iowa e Nebraska.
La sottospecie G. p. kohni è diffusa lungo tutto il basso corso del fiume Mississippi a sud dell'affluenza col fiume Des Moines, ma la si trova anche nel basso corso del fiume Missouri. È l'unica sottospecie presente in Arkansas, in Louisiana, nella parte occidentale di Tennessee e Mississippi e nella parte orientale di Kansas, Oklahoma e Texas.
Resistente nel nuoto, la falsa testuggine geografica predilige fiumi e grossi torrenti con correnti moderatamente forti, contenenti vegetazione acquatica e tronchi morti su cui emergere. Si trova a proprio agio anche in acque profonde e rapide. È presente anche nelle lanche, mentre non la si trova in laghi e paludi, né nei torrenti più piccoli.